# Juan Antonio Deusto
Juan Antonio Deusto Olagorta, né à Bilbao le 8 janvier 1946 et mort le 21 juillet 2011 dans la même ville, est un ancien footballeur espagnol des années 1960 et 1970.

## Biographie
En tant que gardien de but, Juan Antonio Deusto fut international ibérique à une seule occasion, le 24 novembre 1973, contre la RFA, à Stuttgart, qui se solda par une défaite espagnole (2-1).
Il commença sa carrière en 1965 avec l'Athletic Bilbao, où il joua son premier match, le 19 septembre 1965, contre le Valence CF, qui se solda par une victoire des basques (1-0).
Il gagna une coupe d'Espagne en 1969, ce qui constitue son seul titre en club. Ensuite, il fut transféré au Club Deportivo Málaga, pendant six saisons, remportant le Trophée Zamora lors de la saison 1971-1972, encaissant que 17 buts en 28 matchs. En 1975, la descente du CD Málaga en deuxième division provoqua son départ pour Hércules CF pendant quatre saisons, sans rien remporter.
En tout, il joua 223 matchs en première division.

## Clubs
- 1965-1969 :  Athletic Bilbao
- 1969-1975 :  CD Málaga
- 1975-1979 :  Hércules CF

## Palmarès
- Coupe d'Espagne de football
  - Vainqueur en 1969
  - Finaliste en 1966 et en 1967
- Championnat d'Espagne de football D2
  - Vice-champion en 1970
- Trophée Zamora
  - Récompensé en 1972